# Rainer Grob
Rainer Teófilo Grob Urzúa (* 5. Dezember 1973 in Osorno) ist ein ehemaliger chilenischer Skirennläufer.

## Karriere
Grob gab sein internationales Renndebüt am 1. September 1994 bei den chilenischen Meisterschaften im Valle Nevado. Sein erstes internationales Großereignis bestritt er im Februar 1996 bei den Weltmeisterschaften in der Sierra Nevada, wobei er mit Rang 43 in der Alpinen Kombination sein bestes Ergebnis erzielte. Bis zu diesem Zeitpunkt war Grob hauptsächlich bei FIS bzw. Citizenrennen an den Start gegangen. Dieses Ergebnis konnte er bei den darauffolgenden Weltmeisterschaften in Sestriere sogar noch leicht übertreffen, im Riesenslalom belegte er den 41. Platz.
Am 4. Dezember 1997 gab Grob bei der Abfahrt von Beaver Creek sein Weltcupdebüt, wobei er als 59. die Weltcuppunkte klar verpasste. Im selben Winter nahm er zum ersten und einzigen Mal an Olympischen Winterspielen teil. Bei den Wettkämpfen in Nagano belegte er nach Rang 28 in der Abfahrt den 13. Platz in der Alpinen Kombination, seine mit Abstand besten Platzierungen bei internationalen Großereignissen.
Seine beste Platzierung im Weltcup erreichte er mit Rang 33 am 27. November 1998 beim Super-G von Aspen, wobei sein Rückstand auf den 30. Wisi Betschart über 4 Sekunden betrug.
Sein letztes internationales Rennen bestritt Grob am 1. September 2000, danach trat er nicht mehr als Skirennläufer in Erscheinung.

## Privates
Seine Brüder Duncan und Thomás Grob waren ebenfalls als Skirennläufer aktiv.

## Erfolge

### Olympische Winterspiele
- Nagano 1998: 13. Alpine Kombination, 28. Abfahrt

### Weltmeisterschaften
- Sierra Nevada 1996: 43. Alpine Kombination, 67. Abfahrt, 67. Super-G
- Sestriere 1997: 41. Riesenslalom, 42. Abfahrt, DNF Slalom

### South American Cup
- 7 Platzierungen unter den besten 10

### Universiade
- Poprad Tatry 1999: 24. Super-G, 27. Abfahrt, 64. Riesenslalom

### Weitere Erfolge
- Chilenischer Meister im Super-G (1997)
- Chilenischer Vizemeister im Riesenslalom (1995)
- Bronze bei den chilenischen Meisterschaften im Riesenslalom (1998)
- Ein Podestplatz bei einem FIS-Rennen